# جلان جونستون
جلان جونستون هو سياسي كندي، ولد في 22 أغسطس 1901، وتوفي في 8 يوليو 1991. حزبياً، نشط في حزب الائتمان الاجتماعي في ألبرتا ‏. وقد انتخب عضو الجمعية التشريعية ألبرتا.